# Dale Alexander
Dale Alexander (* 28. April 1949) ist ein ehemaliger US-amerikanischer Sprinter, der sich auf den 400-Meter-Lauf spezialisiert hatte.
1971 siegte er bei den Panamerikanischen Spielen in Cali in der 4-mal-400-Meter-Staffel.
Seine persönliche Bestzeit über 440 Yards von 45,9 s (entspricht 45,6 s über 400 m) stellte er am 26. Juni 1971 in Eugene auf.